# Dunajowa Polana

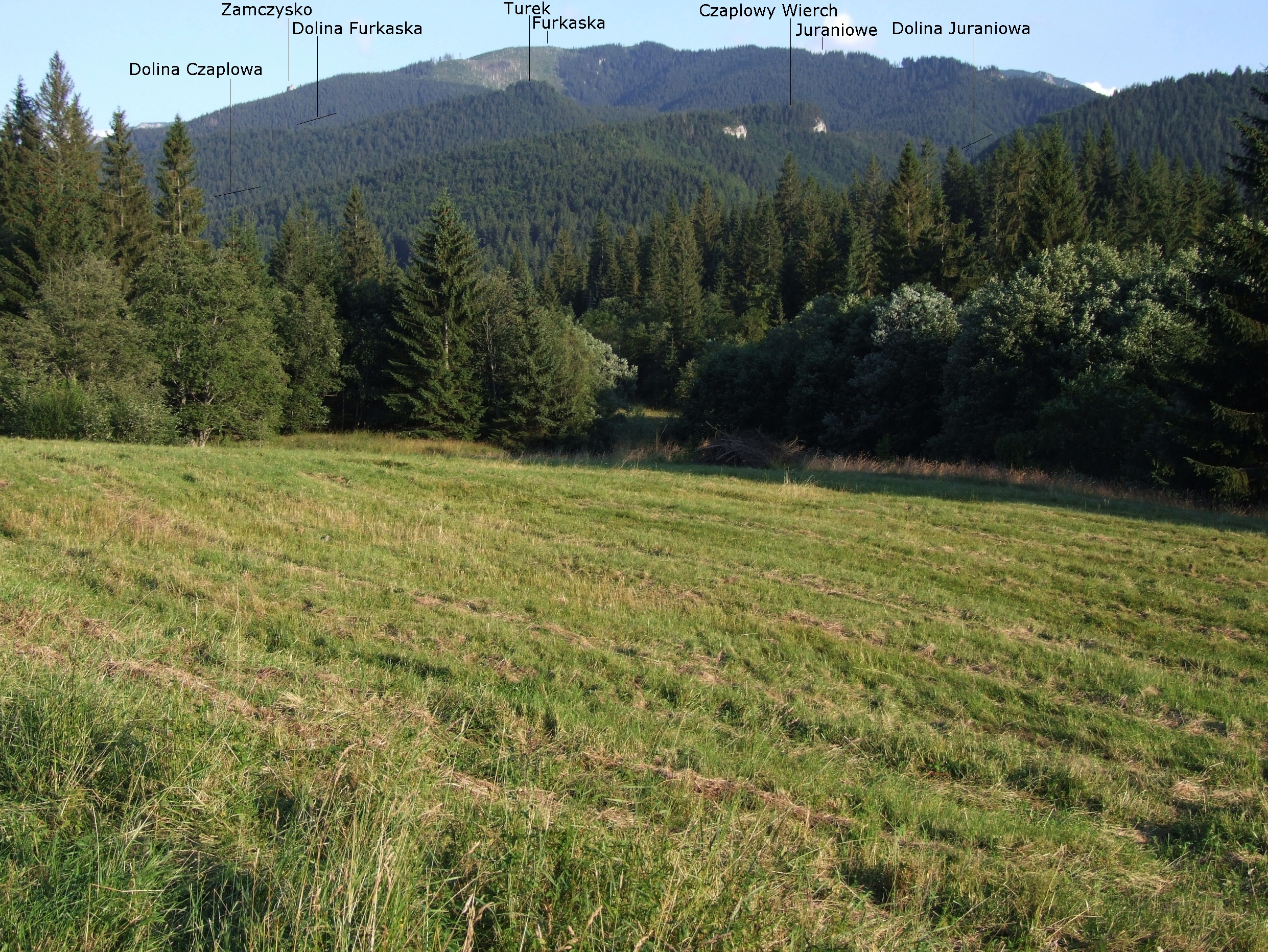
Dunajowa Polana i widok na Tatry Zachodnie

Dunajowa Polana – polana w słowackich Tatrach Zachodnich w Kotlinie Orawickiej. Jest to pierwsza (licząc od Orawic) z szeregu polan znajdujących się wzdłuż drogi prowadzącej od Orawic dnem Kotliny Orawickiej i jej przedłużenia – Doliny Cichej Orawskiej. Znajduje się na wysokości ok. 820 m n.p.m., po południowej stronie rzeki Orawica i biegnącej wzdłuż niej drogi. Od południowej strony za polaną ciągnie się wał Pieczyska. Powyżej Dunajowej Polany wzdłuż drogi biegnącej Kotliną Orawicką i Doliną Cichą znajduje się jeszcze kilka dalszych polan: Szatanowa Polana, Czymchowska Polana, Czaplówka i Cicha Polana – wszystkie po południowej jej stronie.
Dunajowa Polana na mapach zwykle nie jest zaznaczana. Polana jest duża, równa i ma dość skomplikowany kształt. Dawniej była jednym z centrów pasterstwa w tym rejonie. Obecnie znajduje się na obszarze Tatrzańskiego Parku Narodowego, nadal jednak jest użytkowana. Dzięki temu nie zarasta lasem.